# Sabine Kopplin
Sabine Kopplin (ur. 23 listopada 1990) – niemiecka lekkoatletka specjalizująca się w rzucie oszczepem.
W 2009 roku sięgnęła po brązowy medal mistrzostw Europy juniorów. Medalistka mistrzostw Niemiec oraz reprezentantka kraju w meczach międzypaństwowych i zimowym pucharze Europy w rzutach lekkoatletycznych. Rekord życiowy: 54,05 (29 lipca 2012, Kandel).

## Osiągnięcia
| Rok  | Impreza                        | Miejsce  | Lokata     | Wynik |
| ---- | ------------------------------ | -------- | ---------- | ----- |
| 2009 | Mistrzostwa Europy juniorów    | Nowy Sad | 3. miejsce | 53,26 |
| 2010 | Zimowy puchar Europy w rzutach | Arles    | 9. miejsce | 49,04 |